# Паутовська сільська рада
Пау́товська сільська рада (рос. Паутовский сельский совет) — сільське поселення у складі Петропавловського району Алтайського краю Росії.
Адміністративний центр та єдиний населений пункт — село Паутово.

## Населення
Населення — 940 осіб (2019; 963 в 2010, 1067 у 2002).